# Иберийские горы
Иберийские горы (исп. Sistema Ibérico) — горная система в Испании.
Высота — до 2314 м (Сан-Мигель). Иберийские горы расположены к востоку и северо-востоку от Центральной Кордильеры и южнее Пиренеев. Геологически горы сложены известняками, песчаниками и кварцитами. Протяжённость гор — от 450 до 500 км с северо-запада (массивы Сьерра-де-ла-Деманда, Сьерра-дель-Монкайо) на юго-восток (Сьерра-де-Гудар). Западнее находится массив Сьерра-Министра, переходящий в Центральную Кордильеру.
На восточных склонах — типичная средиземноморская растительность, на высоте около 1000 м — бук и дуб, выше преобладает сосна, выше 1800—1900 м распространены кустарники. Высочайшие вершины могут быть покрыты снегом с октября вплоть до середины мая.
Иберийские горы являются водоразделом крупных рек Тахо и Эбро.